# 張我軍
張我軍（1902年10月7日—1955年11月3日），臺灣日治時期作家，原名張清榮。筆名一郎、劍華、以齋、四光、大勝、廢兵、野馬、M.S.、老童生等。
他是台灣日治時期新舊文學論戰的導火線引燃者。張我軍與當時旅居中國北平的臺籍菁英連震東、洪炎秋、蘇薌雨並稱「四劍客」，作家龍瑛宗讚譽張我軍為「高舉五四火把回臺的先覺者」。張我軍始終反對運用方言於白話文寫作，在1925年8月26日《臺灣民報》67號的〈新文學運動的意義〉指出：「我們日常所用的話，十分差不多佔九分沒有相當的文字。那是因為我們的話是土話，是沒有文字的下級話，是大多數佔了不合理的話啦。所以沒有文學的價值，已是無可疑的了。」
張我軍育有4子：張光正、張光直、張光誠
、張光樸。大兒子張光正參加中國共產革命未回臺灣，其他3個兒子在臺灣完成學業後，都留學美國，次子張光直教授為世界知名考古學家，曾任中央研究院副院長及曾任教於美國耶魯大學與哈佛大學。四子張光樸教授任教於美國芝加哥醫學院，已退休，留居美國。

## 生平
張我軍生於日治時期的臺北板橋（今新北市板橋區），祖籍福建省漳州府南靖縣，少時家貧，1915年畢業於板橋公學校（現新北市板橋區板橋國民小學），1916年學習製鞋，1918年任新高銀行工友、雇員，1920年隨前清秀才趙一山讀書學漢詩。1921年，他前往中國廈門鼓浪嶼新高銀行謀職，因此接觸大陆白話文文學，他一方面赴廈門同文書院接受大陆新式教育，接觸大陆白話文文學，同時也跟著一位當地的老秀才接續古典文學的學習；在泰賢次的考察中，張我軍正是在此時將原名張清榮改為張我軍，而「我軍」正是這位老秀才的筆名，張我軍經由老秀才的推薦，在文社當文書，專事記錄文社同人吟唱的詩文、互相品評的文字，對於古典文學的學習精進更易，在1920年代發表的二首古典詩〈寄懷台灣議會請願諸公〉、〈詠時事〉（均刊在《台灣》雜誌），都是這個時期的作品。1923年7月，新高銀行結束營業，被遣散，年末自廈門乘船至上海，參加台灣學生反日組織「上海台灣青年會」。1924年1月赴北京求學，1924年3月寫第1首新詩〈沉寂〉送給未來夫人羅心鄉，1925年1月1日擔任《台灣民報》編輯，加入蔣渭水、翁澤生成立的「台北青年體育會」與「台北青年讀書會」，1926年6月偕夫人自台灣到北京，9月考入北京私立中國大學國文系。1927年10月，他以自學資歷，插班轉入國立北平師範大學國學系；被推為「北京台灣青年會」主席，與洪炎秋、蘇維霖等創辦《少年台灣》，出刊9期。1928年參加北京師大國文系文學團體「新野社」，1929年留校任日文講師，且於北京大學兼課。
他影響台灣文壇最鉅的事情，是他於1924年4月與11月於《台灣民報》發表的〈致台灣青年的一封信〉與〈糟糕的台灣文學界〉，該兩篇抨擊台灣舊文學與舊詩人的文章，引發台灣日治時期新舊文學論戰。
〈致台灣青年的一封信〉原載1924年4月21日《台灣民報》第2卷7號，是張我軍大力批判台灣傳統文學的第1篇作品，批評當日台灣傳統文學有諸多弊病：「諸君怎的不讀些有用的書來實際應用於社會，而每日只知道做些似是而非的詩，來做詩韻合解的奴隸，或講什麼八股文章替先人保存臭味。想出出風頭、竟然自稱詩翁、詩伯，鬧個不休。」張我軍正面痛擊當日流於文字遊戲，競求虛名的文風，然有些說法也流於以偏概全，如「台灣的詩文等從不見過真正有文學的價值的，且又不思改革，只在糞堆裡滾來滾去，滾到百年千年，也只是滾得一身臭糞。」這些文字洋溢情緒語言，全盤否定台灣的傳統文學。此文發表之後並未立即引起日治時期新舊雙方陣營的正面對壘，但也為後來新舊文學論爭埋下對立的火種。
〈糟糕的台灣文學界〉原載1924年11月21日《台灣民報》第2卷24號。批判當時台灣文學除詩外，似乎再沒別種文學，老詩人將詩流於文字遊戲、沽名釣譽及迎合權勢者，迷戀於與台灣總督當道酬唱，這種文風迷惑一般活潑的青年，養成偷懶好名的惡習，社會上固然詩社林立，卻沒產生差強人意的作品，甚至造出一種臭不可聞的惡空氣來。稱新理想主義、新現實主義已佈滿了全世界的文壇，但「台灣的一班文士都戀著壟中的骷髏，情願做個守墓之犬，在那裡守著幾百年前的古典主義之墓。」日本和中國的文學已有新氣象，台灣當洗刷陳腐頹喪的文風，師法這二國的文學改革，並呼籲發展新文學當多讀關於文學原理和文學史的書、中外好的文學作品（詩、戲曲、小說等）。本篇發表之前，文言白話的優劣在台灣僅有4年的零星討論；但本篇正面痛擊傳統文人，力道又較陳炘、甘文芳、陳端明〈致台灣青年的一封信〉嚴厲許多。據翁聖峰〈日據時期台灣新舊文學論爭新探〉的統計，本篇發表之後一年內就出現了92則新舊文學相關的論爭文獻。本篇受中國五四運動影響，援引社會達爾文主義的文學進化觀，認為「古典主義之當廢」是不容餘喙的真理，遭致傳統文人的不滿。舊文人認為文學變遷自有其特殊性，其模式不必然如生老病死的機械歷程；以「守墓犬」比喻傳統文人亦引起反彈，使得新舊文學論爭有的流於意氣之爭。
1925年12月張我軍自費在台北出版《亂都之戀》，1987年6月瀋陽遼寧大學出版部重刊，是張我軍的處女作，也是台灣新文學史的第一部新詩集，作者標為「抒情詩集」。書寬9.5公分，長17公分，計56頁（1987年重刊本增加3個附錄，增為80頁），除詩集序文1首外，收12篇55首新詩（〈沉寂〉1首、〈對月狂歌〉1首、〈無情的雨〉10首、〈遊中央公園雜詩〉6首、〈煩悶〉4首、〈秋風又起了〉6首、〈前途〉1首、〈我願〉3首、〈危難的前途〉1首、〈亂都之戀〉15首、〈哥德又來勾引我苦惱〉6首、〈春意〉1首），其中33首寫於北京，15首寫於回台的海上途程中，7首寫於台北，部份曾發表於北京的《晨報副刊》、台北的《人人》雜誌、《台灣民報》上，定價金30錢。除詩序作於1925年12月，其他55篇的創作時間為1924年3月迄1925年3月。詩作記錄張我軍戀情的心路歷程，以當時軍閥混戰、人心惶惶的北京「亂都」為背景，抒發熱戀、相思、惜別、懷念和結合種種情思，表現對純潔愛情的執著、對人生的熱愛、對黑暗現實的憎恨、對美好未來的憧憬。步趨五四運動以後的自然風格，感情細膩真摯，語言鮮明活潑，格調清新流暢，白描多於隱喻與暗示，表現出新文學草創期的單純、素樸風格，不過詩作多數是散文句子的分行，詩的想像較為貧弱，表達的直露也使詩作缺乏耐讀性。
新詩《亂都之戀》作於1925年之前，3篇小說作於1926至1928年，都以北京為背景。〈買彩票〉寫留學生經濟的困頓，帶有作者自身的影像，〈白太太的哀史〉同情女性婚姻的不幸、〈誘惑〉寫年輕人的心裡衝突與社會貧富差距問題，純用中文白話文創作，對廖漢臣、朱點人、林克夫產生一定程度的影響。1924至1926年他介紹大陆白話文學新觀念與優秀作品進入台灣（如胡適、魯迅、郭沫若、冰心、徐志摩等），撰寫20多篇評論，猛烈攻擊傳統禮教、擊鉢詩學，引發新舊文學論爭，是台灣新文學運動最有力的開拓者之一。
1927年，張我軍與北京大學台灣學生宋文瑞（筆名斐如）創辦《少年台灣》雜誌，由宋文瑞主編，張我軍執筆，共出刊819期，並於同年插班轉入國立北京師範大學國文系。1927年於北平察院胡同自宅開設日文補習班，並先後在北平師範大學外國語文學系、北京大學法學院以及中國大學任教，任職日文講師。1935年任北平市社會局秘書，為北平市長秦德純辦理對日交涉事宜。
張我軍在北京時受到周作人許多指導和提攜，周親自給他的日本文學譯作寫序（序文收進周的文集）。1937年相繼在中華民國臨時政府王克敏傀儡政權統轄的北京大學文學院日本文學系、北京大學工學院、外國語學院文學系擔任教授，並於1942及1943年以中國華北作家代表身分往東京參加第一、二屆「大東亞文學者大會」，戰後曾被質疑為漢奸。1946年初應邀到北平與上海與人合作經商，1946年6月返台並任職於台灣省教育編纂匯會教育組主任，1948年主編《台灣茶葉》季刊，1949年應謝東閔之邀任台灣省合作金庫業務部專員，後任台灣省合作金庫研究室主任並編撰《日華字典》。1950年主編《合作界》季刊。1955年因罹患肝癌退休，11月3日病逝於台北市。
1975年8月，林海音邀請張我軍次子張光直主編《張我軍詩文集》，並由純文學出版社出版。1989年，《張我軍詩文集》增訂並改名《張我軍文集》；1985年張我軍長子張光正於北京編選《張我軍選集》，並由時事出版社出版；1991年前衛出版社將張我軍、蔡秋桐、楊雲萍三人的重要小說作品，合在一起出版，名為《楊雲萍、張我軍、蔡秋桐合集》，由張恆豪主編；1993年，台北縣立文化中心特約秦賢次編《張我軍先生文集》多冊，收於《台北縣作家作品集》。至於張我軍生前的譯作，目前也已經出版了，有楊紅英編的《張我軍譯文集》（海峽出版社），該書在2011年出版，問津堂總經銷。
1997年，台北縣政府「為鄉里人傑塑像」，在其母校板橋國小立張我軍石像，表彰他對台灣新文學運動的貢獻。

## 生前出版作品

### 譯作
- 有島武郎《生活與文學》（1929年）
- 丘淺次郎《煩悶與自由》（1929年）
- 宮島新三郎《現代日本文學評論》（1930年）
- 千葉龜雄《現代世界文學大綱》（1930年）
- 葉山嘉樹《賣淫婦》（1930年）
- 佐佐木月樵〈龍樹的教學〉（發表在中國的佛學雜誌《海潮音》，1930年12月號。）
- 西村真次《人類學泛論》（胡先驌/校對）（1931年）
- 夏目漱石《文學論》（1931年）
- 正木不如丘《人性醫學》（1932年）
- 家永三郎《日本思想史上否定之論理的發達》（1933年）
- 今中次麿《法西斯主義運動論》（1933年）
- 山川均等人《資本主義社會的解剖》（1933年）
- 飯田茂三郎《中國人口問題研究》（與洪炎秋合譯）（1934年）
- 野尻抱影、青木正兒《詩經的星 從西湖三塔說到雷峰塔》（1938年）
- 武者小路實篤《黎明》（1944年）

### 編述之作
- 《中國國語文作法》（1926年）
- 《日本語法十二講》（1932年）
- 《（日漢對譯詳解）高級日文自修叢書》（1934年）
- 《現代日本語法大全：分析篇》（1934年）
- 《（日語基礎讀本）自修教授參考書》（1935年）
- 《（對譯詳注）日本童話集》（上、下冊）（1942年）
- 《台灣茶業》（1948年）

### 作品
- 《走私》（1937年）、《台灣之茶》（多人合撰）（1949年）

## 死後出版及刊載作品

### 《張我軍全集》
集結張我軍許多作品的《張我軍全集》，內容包含詩、小說、散文與評論，由張光正主編的2002年繁體本，全書552頁，約四十萬字，繁體本補遺〈為台灣人提出一個抗議〉、信件11封。正文分6部份，第一為「台灣新文學運動」，有〈致台灣青年的一封信〉、〈糟糕的台灣文學界〉、〈請合力折 下這座敗草叢中的破舊殿堂〉等14篇  （页面存档备份，存于）；第二為「論著」，有〈駁稻江建醮與政府和三新聞的態度〉、〈孫中山先生弔詞〉、〈《少年台灣》的使命〉等26篇；第三為「文學創作」，詩歌有新詩14篇57首、古典詩4首、小說有〈買彩票〉、〈白太太的哀史〉、〈誘惑〉、〈元旦的一場小風波〉4篇（第4篇實為散文，被歸入小說類），散文有〈南遊印象記〉、〈採茶風景偶寫〉等10篇；第四部份為「序文與編語」，有〈《宗教的革命甘地》引言〉、〈《中國文藝》一卷三期編後記〉、〈《在廣東發動的台灣革命運動史略》序〉等35篇；第五為「日文與日語」，有〈《日文與日語》的使命〉、〈日本羅馬字的問題〉等18篇；第六為「書信」2封。

### 其他作品
- 張我軍的三首白話新詩〈籠中鳥〉、〈無情的雨〉、〈弱者的悲鳴〉，收錄在李南衡主編的《日據下台灣新文學明集4：詩選集》。[2]
- 次子張光直收集《亂都之戀》的詩文，以及幾篇張我軍重要的評論與散文，編成《張我軍詩文集》，由純文學出版社出版。
- 張我軍的《亂都之戀》，中國遼寧大學在1979年重新排版，之後出版這部詩集。
- 台北縣立文化中心在1990年代出版《張我軍評論集》，收錄張我軍的重要評論文章。
- 前衛出版社出版《楊雲萍、張我軍、蔡秋桐合集》，當中收錄張我軍三則以中國白話文撰寫的短篇小說：「買彩票」、「誘惑」、「白太太的哀史」。
- 1985年張我軍長子張光正於北京編選《張我軍選集》，由時事出版社出版；2002年2月他還透過北京臺海出版社出版《近觀張我軍》，同年也出版了《張我軍全集》。
- 張我軍生前譯介的著作及單篇文章，經過幾位中國學者整理，目前已經出版。台灣的人間出版社已經發行《張我軍全集─台灣新文學奠基人張我軍 評論‧論著‧文學創作‧序文編語‧書信等之全卷──台灣新文學史論叢刊4》一書。

## 評價

### 親友故舊

#### 親戚、朋友
- 張我軍的長子及其研究者張光正認為：父親在1951年所寫的〈春雷〉[3]，當中的「大好春光竟遭雲鎖雨打」，能夠概括他坎坷的一生；而文末的內容，尤其是作者自云處於「愁雲苦雨」、「鬱悶得喘不過氣」之時，卻聽到了「清脆的春雷」，心頭閃現出「重見天日」的希望，而「由衷心相信，明天是可以一親久別了的陽光的」這個部份，張光正的解讀是：「父親憎惡黑暗現實，憬光明未來，渴望國家統一和兩岸親友重聚的心靈呼喚；也是他在自己晚年，以文學作品形式留給後人和世人，剖白心跡的遺言。[4]
- 張我軍的朋友張深切，在張我軍過世以後，寫了〈悼張我軍〉一文[5]追念好友。他寫道：「吾友張我軍，在台灣文學界是最值得紀念的一位。他，雖然不能說是臺灣新文學的首創人，卻可以說是最有力的開拓者之一。他，雖然不能說是臺灣白話文的發起人，卻可以說是最有力的領導者之一。他，在臺灣文學史上，應該占有一個很重要的地位。……他，回臺駐腳的時間不長，所做的事也不算多，但所做的事績都很寶貴，並且還值得作文學史上的紀念。」
- 林海音在〈兩個故鄉的張我軍〉一文[6]，相當推崇張我軍對中國與台灣新文學的貢獻，她寫道：「對於在臺灣為新文學運動而努力的數不盡的前輩作家，如張文環、蘇維熊、張深切、賴和、楊逵、黃得時、郭水潭、楊雲萍等。雖然有些人的文字是使用日文的，但他們的思想卻是中國的。這些前輩，或已去世，或仍健在，我們都應當對他們行以最敬禮。而張我軍先生在兩個故鄉中，卻是這些作家中的先鋒！張我軍先生，我為兩個故鄉的新文學向您致最敬禮。」
- 蘇薌雨在〈懷念張我軍先生〉一文的開頭，簡短評價了朋友張我軍的為人，寫道：「張我軍先生是臺北縣板橋鎮人，秉性純真，為人豪爽熱情，事母至孝，對待朋友與妻子誠摯，辦事認真負責，認識他的人一致稱道。」

#### 學生
- 當年向張我軍學習日文的學生宿白先生回憶，張我軍「對島崎藤村和武者小路實篤等人的作品的分析能給人以細膩深入的感受」。[7]
- 甄華對張我軍的評價：「我在北平上學，曾經常到設在張我軍老師家中的日文補習班學習。他待人熱情，教學耐心、認真，不厭其煩，曾借給我很多日文書籍。他教的內容有唯物辯證法，這促進了我學習馬列主義哲學的興趣。補習班結束後，我還經常去他家，時間約一年左右。他對我講過些日本問題，鼓勵我去日本留學。由於他的教育和幫助，為我後來留學日本創造了良好的條件。」[8]

### 後世學者

#### 中華民國（台灣）
- 1974年（民國63年）劉心皇在「反攻」月刊上，連載一篇文章，名為「抗戰時期落水作家述論」。該文分為東北、華北、華中三部份，作者列出那些自願或被迫為日人工作的作家，張我軍名列其上。劉心皇對張我軍雖然沒有大加批評，但是特別註明：張我軍「於民國二十九年四月間，出席『中國文藝社』所召開的『文藝小聚會』，與日人談論甚洽。最可注意的，是他在北平被推為『大東亞文藝者大會代表』，並且出席了會議。」隱含警惕讀者之意，以及作者對張我軍文格的不以為然。[9]
- 陳少廷在《臺灣新文學運動簡史》一書上說，民國十五年，《台灣民報》先後刊出了賴雲（原名：賴和）的〈鬥鬧熱〉、雲萍生（原名：楊雲萍）的〈光臨〉、張我軍的〈買彩票〉，臺灣的新文學「自此開始才有真正價值的新小說出現。」[10]
- 秦賢次在〈臺灣新文學運動的奠基者──張我軍〉一文斷言，「在民國十三年至十五年間的啟蒙期臺灣新文學運動中，張我軍不論在理論上或係創作上均是其間功績最大，影響也最大的一位作家，一如『開風氣之先』的胡適之先生對大陸早期新文學運動的偉大貢獻然。」此外，他也斷言：「在抗戰之前，張我軍在國人學習日文、日語的貢獻上，是無人曾出其右的。」[11]
- 林瑞明在〈張我軍的文學理論與小說創作〉一文，肯定其畢生文學成就，如此評論道：「張我軍在臺灣文壇起過作用，沒有他對舊文學的批評火力，不足以摧枯拉朽，舊文學的勢力還會盤據相當的時刻。雖然『文學沒有新舊，只有好壞』，張我軍的批評誠然也有過火之處，但逼使暮氣沉沉的舊文壇勢力讓出一條路來，新文學的發展才在文化界中取得了正當性，其後白話文學作品源源不絕，奠定了臺灣新文學的基礎。這方面理應給予肯定的評價，不會因時過境遷而有所改變，當時他才是23、24歲的青年，以他生活於中國大陸的所見所得，掌握了契機，充分回饋了臺灣，在臺灣文學史上占有不可磨滅的地位。」
- 翁聖峰在〈張我軍批判舊文學〉一文，對於張我軍推動台灣新文學、攻擊舊文學所流露的「中國中心觀」，有肯定也有商榷，他說：「張我軍的『中國中心觀』顯示那時代知識分子求新求變的心理，卻無視臺灣在日本統治下特殊的文化處境。他最大的貢獻是激盪問題，批判舊文學的若干弊端，讓當時的知識分子認真思考臺灣文學到底該用什麼文學形式表達，在那個複雜的文學環境，透過高分貝批判舊文學，複製中國走過的文學路，引進中國白話文到臺灣文壇，觸發新舊文學的激烈論爭，並為後來的臺灣話文論爭埋下對立的種子。」
- 楊菁在〈張我軍在中國〉[12]一文，總結其一生有兩大重要貢獻，一是推動台灣的新文學運動；二是促進中日文化交流。在推動台灣的新文學運動方面，「在民國十三年至十五年間，臺灣新文學運動的啟蒙中，張我軍無論在理論上或創作上，都能夠破除舊文學的迷障，建立新文學的信心，都可以算是開風氣之先，對臺灣新文學運動具有重要貢獻。」[13]在促進中日文化交流方面，她認同張我軍長子張光正在〈張我軍與中日文化交流〉一文所提出的五點：一、利用日本報刊文章，揭露日本殖民統治暴政。二、致力日本文學和學術著作的翻譯出版。三、華北淪陷期間他與日本作家交往。四、培育中日文化交流的中國日文、日語人才。五、提出自己對中國、日本文化交流的獨到見解和主張。[14]
- 葉笛認為：「在今天，我們看張我軍及其詩集《亂都之戀》，必須了解二十世紀二十年代、三十年代的台灣客觀的情勢，以及世界、整個亞洲地區的新思想、新潮流的沖擊。……張我軍時代的文學革新，不但要從整個台灣文學史上予以肯定，還可以從其文學運動的歷史探索八十年代以後，台灣需要的是哪一種文學，其內涵、路向何在？」[15]
- 呂興昌對張我軍新詩創作的評語是：「雖有實踐其新文學觀念的用意，而其出版臺灣第一本詩集的意義也不容忽視，然平心而論，比起推行新文學運動所扮演的重要角色，他的創作成績是遠為遜色的。」他認為，之所以如此，可能有三個原因：第一，張我軍似乎不是一個具旺盛創作力的人，沒有一股強大的驅迫力使他長時間思考、琢磨新詩藝術。第二，其視角過分受制於年輕的戀愛經驗，缺少將之轉化成比較深刻、寬廣的文學經驗的企圖與能力。第三，客居異地，處處須為生活奔忙，尤其從事外文漢譯工作，耗時費神，創作精力自是飽受影響，以致無法在新詩方面有所精進了。[16]
- 向陽在〈在黑暗中點燈──二〇、三〇年代台灣左翼文學運動〉一文[17]認為：張我軍、賴和、楊雲萍、楊華是臺灣新文學初期的四個傑出作家。
- 葉石濤對張我軍評論散落在《台灣文學史綱》多處。他把張我軍的創作生涯分為四個階段，一是自北平留學到北伐前，二是自北伐前後到七七事變，三是抗戰期間在北平淪陷區生活，四是光復回鄉以後，然後肯定說：「張我軍一生最好的作品都在北平師範大學時代完成，並為台灣新文學的奠定與發展的重要基石。」不過對於張我軍的台灣語言改造與白話文學建設論述，葉石濤則認為，「使沒有辦法完全用文字表達思想情感的台灣話文整理改進後統一為普通話，是大致正確的方向。然而，殖民地台灣的現實狀況，有時跟他的理想主義背道而馳。」[18]對於《亂都之戀》，葉石濤僅記下出版年份，並沒有其他的討論，可能與他沒有看到原作無法評論，或是自認專長不在此而另待高明[19]有關。對於張我軍發表的三篇小說：〈買彩票〉、〈白太太的哀史〉、〈誘惑〉，葉石濤的評語如下：「這三篇小說給台灣新文學的影響不大；倒是跟八〇年代留美的台灣作家的寫作方向有一丁點兒類似，這證明被『剷根』的作家很難表達出本土民眾的心聲。」[20]
- 陳芳明在他的代表作《台灣新文學史》[21]稱張我軍為「批判舊文學的先鋒」，認為他對台灣新文學運動的最大貢獻是破除舊文學的迷障，建立人們對新文學的信心，使新興知識分子能夠放膽擺脫舊詩的陰影。其次，陳芳明也肯定張我軍將中國五四運動時期的文學理論介紹到台灣的功勞，只是對於張我軍主張的「中國文學是主流，台灣文學是支流；所以主流發生變遷時，支流也必須隨著更動」諸如此類的說法，相當不以為然。陳芳明說：「張我軍在申論他的看法時，全然忽略了台灣是屬於殖民地社會的事實。因為殖民地台灣的發言權，完全掌握在日人手中，從教育到報紙幾乎都被外來的殖民者所壟斷。這種文化環境，根本不可能與當時的中國社會相提並論。因此，他的主觀願望是期待台灣文學跟隨中國文學發生變化，顯然不符合客觀事實。台灣文學的後來發展，就與張我軍的願望背道而馳。」[22]對於張我軍的代表作《亂都之戀》，陳芳明認為：是一個劃時代的事件，因為這是殖民地社會裡（按：指台灣、澎湖等日本殖民地）的第一冊白話文詩集，也顯現張我軍想以具體作品來實踐自身文學理論的決心。此外，對於張我軍參與「台北青年體育會」、「台北青年讀書會」等具有左翼色彩的組織，陳芳明在《台灣新文學史》提及，並且寫道：「張我軍扮演的角色，與當時台灣知識分子一樣，都同樣結合政治與文學的雙重任務，投入啟蒙運動的工作裡。他在新文學上的地位，僅在這段時期建立起來。此後，他便轉而從事翻譯與編輯書籍，台灣文學史消失了一位強有力的推手。」[23]

#### 中華人民共和國
- 古繼堂在《臺灣新詩發展史》[24]如此評價張我軍在新詩創作上的成就，他說：「張我軍是臺灣新文學運動的急先鋒，是臺灣新詩的奠基者，他的處女詩集《亂都之戀》是臺灣新詩的第一塊奠基石。……張我軍創作的這一組詩，就是反映他們（張我軍與女友羅文淑）當時與封建禮教搏鬥、爭取婚姻自主的精神表現。《亂都之戀》是臺灣新詩史上的寶貴的財富。……張我軍作為臺灣新文學史的奠基詩人，他的詩內容充實，感情真摯，行文明白流暢。但是過於散文化，有的作品幾乎就是散文的分行排列。表達的直露也使詩缺乏耐讀性。」
- 白少帆等人認為：「張我軍這種認同母體的愛國主義思想，貫穿在他所有的文章裡。也正是這種深沉的牢固的愛國情壞和故鄉淪為異族統治的悲憤心境，決定了他毫不含糊的民族進步立場與遠見。」[25]
- 黃乃江在〈張我軍的處女作及其在廈門之文學活動新考〉一文，提出一個新觀點，那就是：可以1924年為界，將張我軍的創作劃分為前後兩個階段，前期是張我軍的舊文學創作階段，後期是張我軍的新文學創作階段。他認為，「前一個階段對於張我軍的古典文學修養、培養其傳統詩文的寫作習慣、增強其『抗日復臺』的責任心與使命感等都是很有幫助的，同時也為他後來開展對臺灣舊文壇的抨擊作好了文體上、思想上等方面的準備。像陳獨秀、胡適等『五四』新文化運動領導者一樣，張我軍也並非橫空出世，一開始就成為臺灣新文學運動的『開拓者』與『奠基者』的，而是經歷了一個從舊文學陣營向新文學陣營逐步轉化的過程。」[26]
- 張泉研究張我軍在淪陷時期的文學與翻譯活動，他在〈張我軍與淪陷時期的中日文學關聯〉[27]文末肯定：張我軍的日本文學翻譯，「是建立在對翻譯對象的深入研究和總體把握之上的。」；而且認為，張我軍對日本文學翻譯和翻譯技巧問題，以及日本文化和中日文化關係問題，都發表過值得後人研究的見解。張泉提醒：對於張我軍這位淪陷區時期中日文化交流史上的重要人物，學術界目前還不夠關注。
- 王升遠、周慶玲兩位論者考察了張我軍在中國日語教育史上的地位，對張我軍在中國的日語教育思想與實踐，進行系統的實證性的挖掘與整理研究。他們在〈中國日語教育史視閾中的張我軍論〉[28]一文的結尾，作了如此的結論：張我軍是中國現代史上具有劃時代意義的重要日語教育家，其「日語教育的成功得益於『編者、著者、師者』加之其本有的『研究者』四重身分的互動……張我軍在日語教育領域的理論與實踐不僅具有重要的歷史意義，而且對今日的日語教育也具有現實的指導意義。」
- 武治純曾在張我軍新詩集〈《亂都之戀》重版代序〉上稱讚張我軍說：「他的第一部新詩集《亂都之戀》和一系列散文、小說及評論作品，完全採用以北京話為基礎的漢語普通話寫作，文學語言清新、活潑、明暢、通俗，適應了臺灣文學語言民族化、群眾化的要求，有利於全國各地人民閱讀，有利於反映出他的創作主導思想中的革新意識和現代意識。」[29]
- 朱雙一在〈臺灣新文學運動的重挫：散文與戲劇創作〉一文，著眼在張我軍的散文創作[30]，包括早年在《台灣民報》發表的一系列「隨感錄」文章、1926年發表的〈南遊印象記〉，以及中晚年所寫的散文。對於「隨感錄」，他認為，張我軍的「隨感錄」系列文章，其創作精神與藝術手法，明顯與魯迅的雜感一脈相承；並且肯定這些「隨感錄」文章，「以其犀利的戰鬥力，在當時的新文學潮流中起了別的文體，如張我軍本人的理論文章所無法達到的特殊作用，同時也是其文學創作的重要組成部分。對於1926年發表的〈南遊印象記〉，朱雙一認為，這篇文章「雖然結構散漫，但內容極為豐富，可見對階級、民族壓迫的揭示，對舊詩人、舊文人的批評等，還可明顯感受到作者不滿於封閉、停滯而嚮往於自由、進取的心靈。」而對於張我軍中晚年的散文，他評道：「這時張我軍的作品益發顯露學者散文的風格，藝術上有了長足的進步。」[31]

#### 日本國
- 對於張我軍將大陸文學、魯迅文學引進台灣的史實，中島利郎在〈魯迅在臺灣文壇的影響〉一文如此評論，他說：「張我軍是最初的魯迅文學在臺灣的傳入者是不會錯的。但是他始終是大陸文學的正式介紹者，給臺灣介紹了魯迅的文學。魯迅的文學也是做為介紹大陸的新文學的一環進行的，特別是既沒有因受魯迅文學的影響，而成為自己創作的血肉；也沒有論述魯迅文學的本質。不過，這是開啟時代先端的啟蒙家常背負的宿命，是不可避免的。」[32]

## 相關連結
- 新舊文學論戰
- 台灣鄉土文學論戰
- 新詩
- 台灣詩人
- 五四運動
- 亂都之戀
- 張光直

## 外部連結
- 民視新聞台 板橋國小李茗洋老師 介紹張我軍 （页面存档备份，存于）
- 彭小妍：〈文學典律、種族階級與鄉土書寫——張我軍與臺灣新文學的起源 （页面存档备份，存于）〉
- 張我軍之死—高舉五四火把回台的先覺者 （页面存档备份，存于）
- 两岸纪念已故台湾知名作家张我军 （页面存档备份，存于）
- 張我軍倡五四 白話文學引入台灣 （页面存档备份，存于）
- iCIBA-张我军
- 再读父亲这本书——纪念父亲张我军诞辰110周年
- 纪念台湾作家张我军诞辰110周年座谈会在北京举行 - 网易新闻 （页面存档备份，存于）
- 大紀元-張我軍倡導五四精神 白話文學引入台灣 （页面存档备份，存于）
- 中国台湾网综合-张我军 （页面存档备份，存于）